# Heilig-Kreuz-Kirche (Coburg)

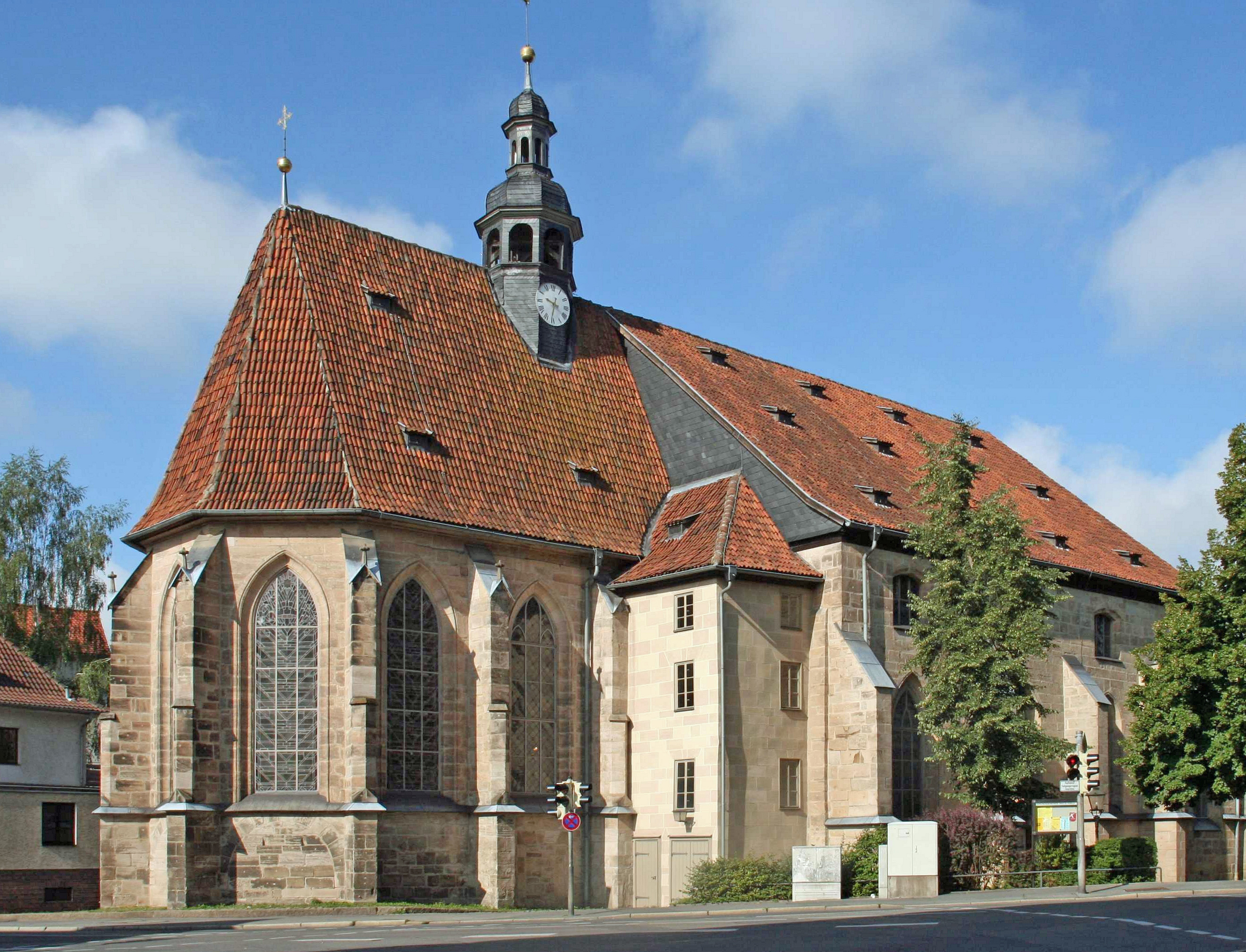
Heilig-Kreuz-Kirche

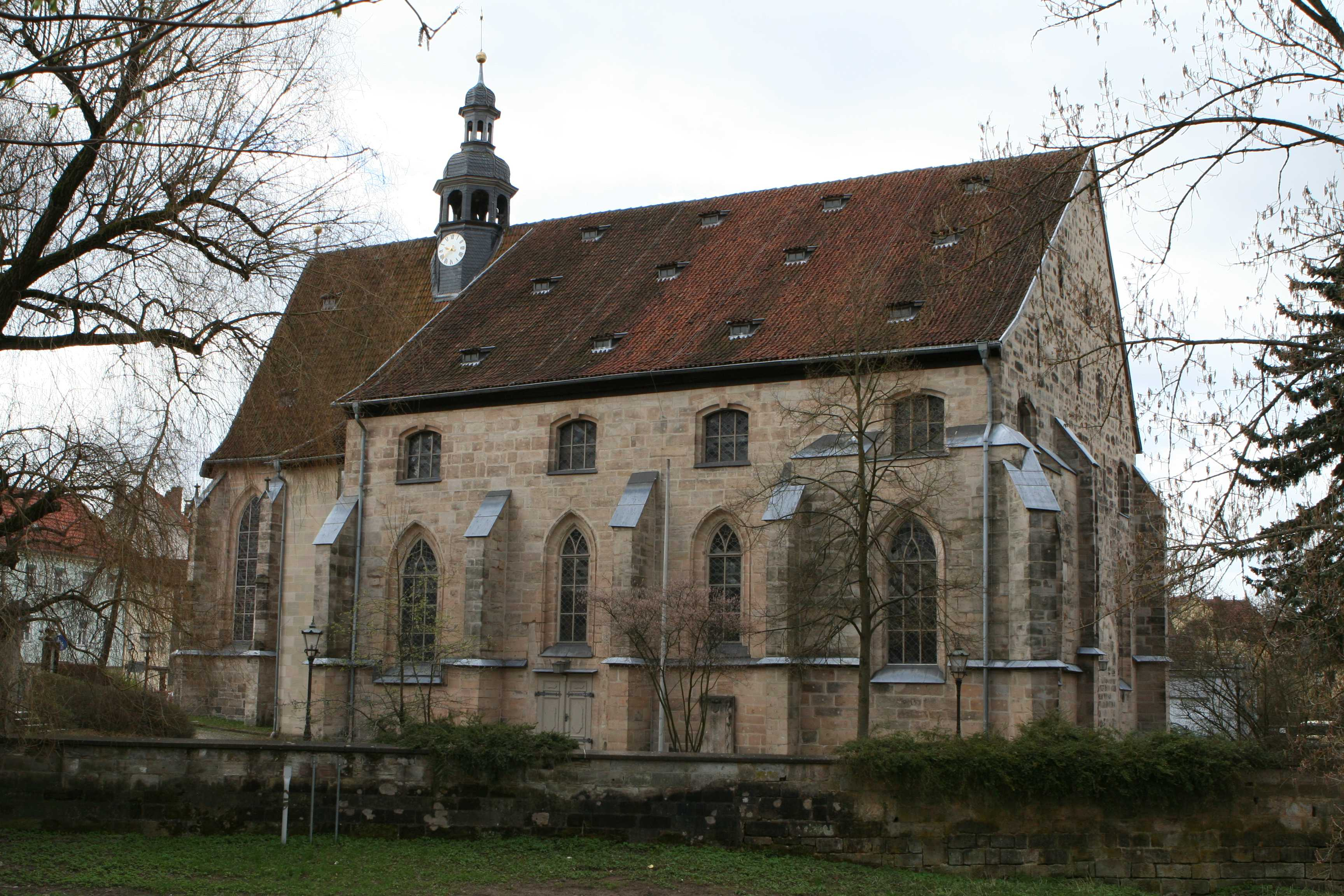
Nordfassade

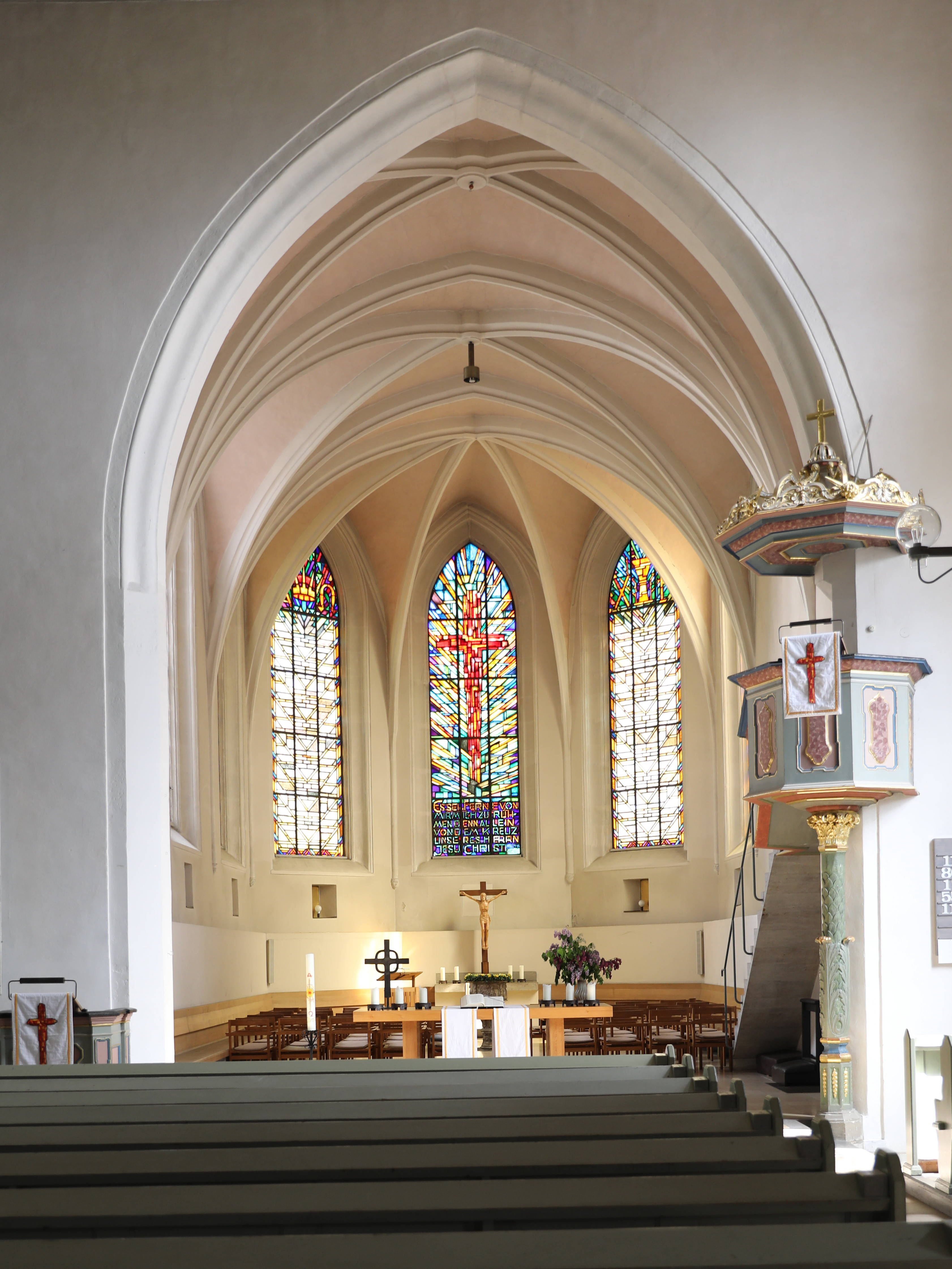
Chorraum

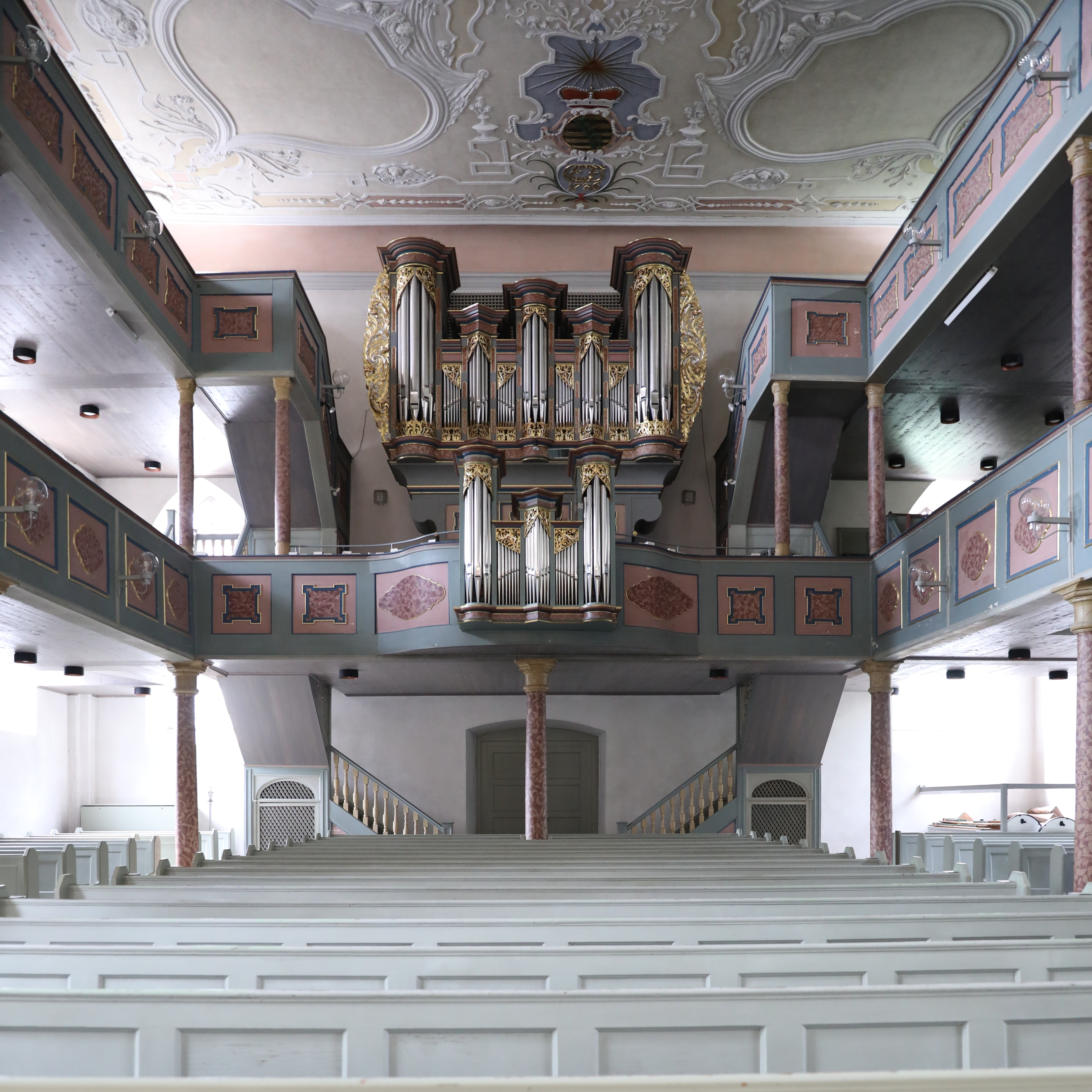
Orgelprospekt

Die Heilig-Kreuz-Kirche ist eine evangelisch-lutherische Pfarrkirche in Coburg (Hintere Kreuzgasse 15). Von 1870 bis 1918 war die Hallenkirche Garnisonskirche des Thüringischen Regiments Nr. 95, dessen Kaserne in der Nähe lag.

## Baugeschichte
In den Jahren 1401 bis 1407 wurde nahe einer Furt durch die Itz, an der Stätte der Verehrung einer Heilig-Kreuz-Reliquie, eine größere Kapelle errichtet, der heutige spätgotische Chor mit einem Kreuzrippengewölbe. Ab 1413 folgte der Anbau des dreischiffigen Langhauses, wobei allerdings der Glockenturm an der Nordwestecke unvollendet blieb und das südliche Seitenschiff nicht zur Ausführung kam. Nach einem Hochwasser im Jahr 1555 mussten Teile der Kirche neu errichtet werden. 1735 bis 1739 wurde die Kirche nach Plänen von Johann David Steingruber umfassend umgestaltet. Der Dachfirst des Langhauses wurde auf die Höhe des Chores angehoben und durch den Einbau einer flachen, stuckierten Bretterdecke als Ersatz für ein Gewölbe entstand eine Saalkirche. Die Westempore wurde durch eine dreiseitig umlaufende, zweigeschossige Empore ersetzt und als Zugang im nördlichen Chorwinkel eine Walmdachtreppenturm errichtet. Das von Wimperg und Skulpturen geschmückte Westportal wurde zu einer schlichten kleinen Tür zurückgebaut, wobei an der Nord- und Südseite neue Zugänge geschaffen wurden. 1867 folgte der Einbau bunter Glasfenster auf der Nordseite und 1935, von Zar Ferdinand von Bulgarien gestiftet, im Chor.
Der aus Schlussjoch und zwei Langjochen gebildete Chor hat sieben Spitzbogenfenster. Er ist 14,5 Meter lang und 8,0 Meter breit. Dendrochronologisch wurde der Dachstuhl des Chors auf das Jahr 1406 datiert. Den Chor überspannt ein Satteldach. Es hat eine Spannweite von etwa 9,1 Metern, eine Höhe von etwa 9,8 Metern, eine Länge von etwa 15,6 Metern und eine Steigung von rund 65 Grad. Die Konstruktion besteht aus 15 Gespärre mit drei Kehlbalkenlagen. Der Chorabschluss ist polygonal ausgebildet.
Das Langhaus, bestehend aus dem Hauptschiff und dem nördlichen Seitenschiff, die durch drei Säulen getrennt sind, besitzt eine maximale Länge von 19,6 Metern und eine Breite von 15,0 Metern.
Die Inneneinrichtung umfasste unter anderem einen Marienaltar von 1515 aus der Schule Tilman Riemenschneiders, der sich heute in den Kunstsammlungen der Veste befindet. Der Renaissancetaufstein wurde im 16. Jahrhundert in der Schlosskapelle der Ehrenburg aufgestellt und kam 1691 in die Heilig-Kreuz-Kirche.
Nach der Reformation verlor die Kirche im Jahr 1545 den 1407 erlangten Status einer Pfarrkirche. 1952 wurde die Gemeinde wieder selbständig. Sie ist neben St. Moriz mit rund 4000 Mitgliedern die zweite Kernstadtgemeinde Coburgs.

## Orgel
Im Jahr 1621 wurde eine Orgelempore errichtet und wohl die erste Orgel aufgebaut. 1688 wurde das Instrument durch einen Neubau ersetzt und die alte Orgel 1694 nach Einberg veräußert. Das Werk hatte zwei Manuale und wohl 18 Register. Nach mehreren Reparaturen am heruntergekommenen Werk musste das Instrument 1872 durch einen zweimanualigen Neubau der Orgelbauer Köllein und Hasselbarth aus Großtabarz ersetzt werden. Die gegenwärtige Orgel errichtete 1968 der Göttinger Orgelbaumeister Paul Ott. Sie hat zwei Manuale, Pedal und 26 Register. Das neunteilige Orgelhauptgehäuse stammt wohl aus der Zeit um 1735. Es zeigt den rhythmischen Wechsel von Rund- und Spitztürmen mit dazwischengeschalteten Flachfeldern. 1998 wurde die Orgel renoviert.